# Song Nkoumondo
Song Nkoumondo est un village de la région du Centre du Cameroun, situé dans le département du Nyong-et-Kéllé et la commune de Biyouha. 

## Population et développement
En 1963-1964, la localité comptait 148 habitants, pour l'essentiel des Ndog Bessol. 
Lors du recensement de 2005, 160 personnes y ont été dénombrées.